# Imigrante
Imigrante este un oraș în Rio Grande do Sul (RS), Brazilia.